# Lisa Matthias

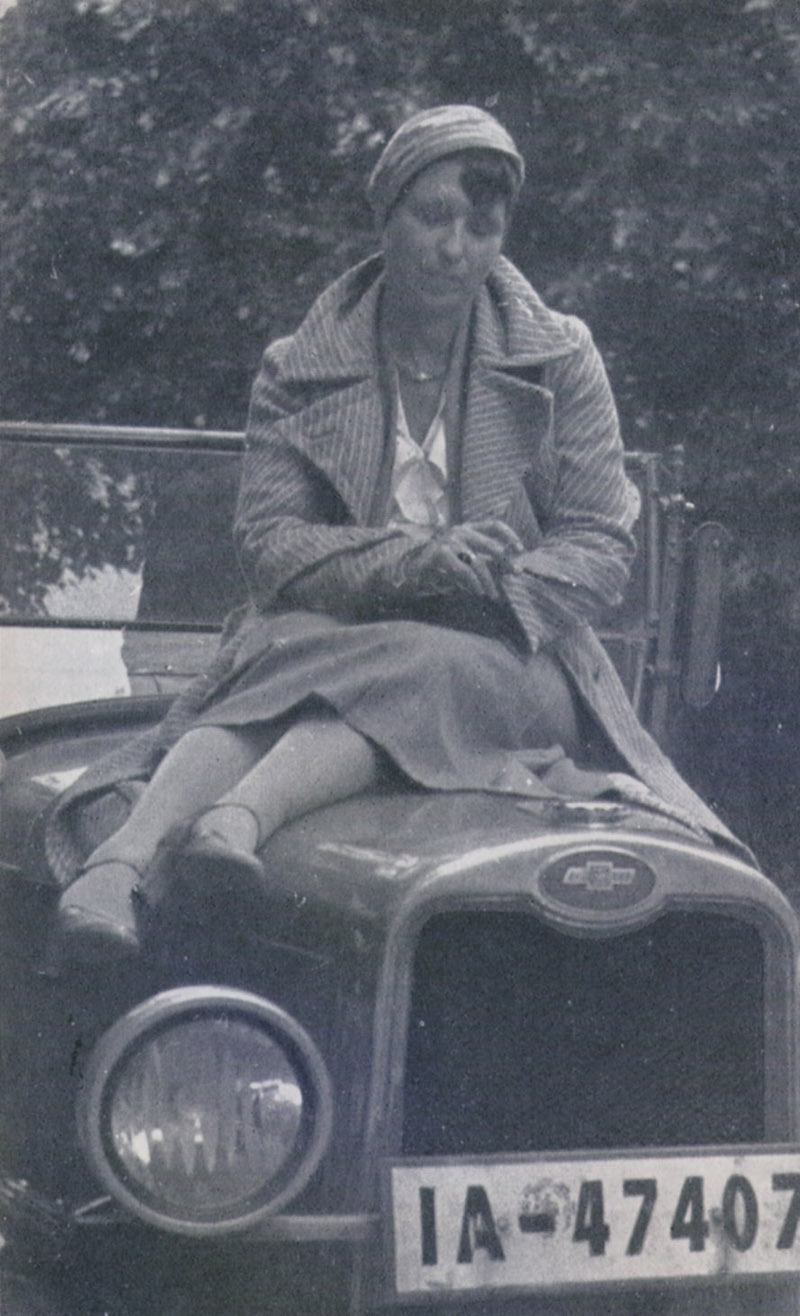
Lisa Matthias auf ihrem Wagen sitzend, Juni 1932

Lisa Matthias (* 22. Dezember 1894 in Berlin; † 2. November 1982 in Ängelholm, Schweden) war eine deutsche Journalistin und Verlegerin. Als Geliebte des Schriftstellers Kurt Tucholsky diente sie diesem als Vorbild für die literarische Figur des „Lottchens“ sowie in gewissen Zügen als Vorbild für die Figur der Lydia in Schloß Gripsholm.

## Leben

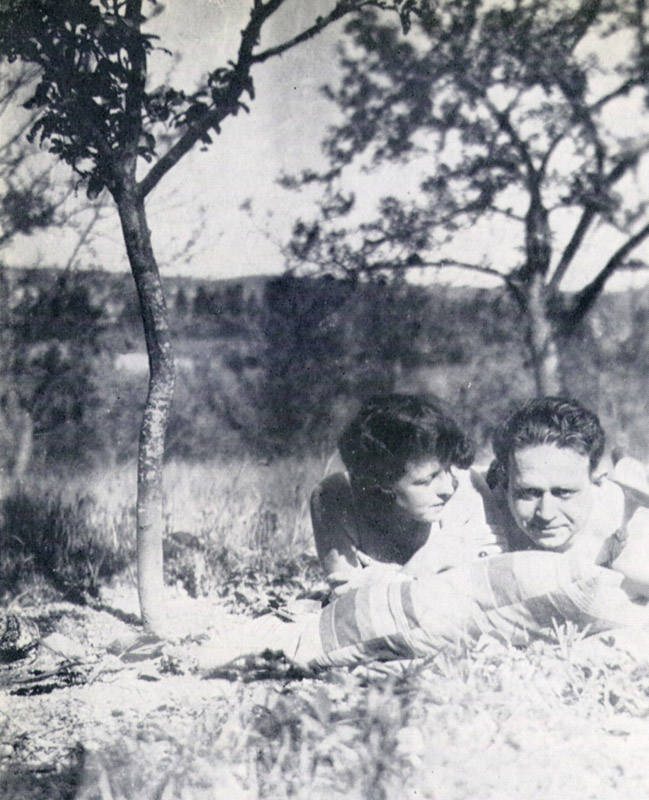
Tucholsky und Lisa Matthias im schwedischen Läggesta, 1929

Wie Lisa Matthias in ihrer Autobiographie Ich war Tucholskys Lottchen ausführt, kam sie 1894 als Tochter eines „damals schon wohlhabenden Berliner Kaufmanns“ zur Welt. Mit 19 Jahren heiratete sie einen in Moskau geborenen Deutschen, mit dem sie 1914 nach Russland ging. Mitte 1915 kehrte das Ehepaar nach Berlin zurück, wo ein Sohn und eine Tochter zur Welt kamen. Ihr Mann starb Anfang 1920 an der Spanischen Grippe. In Kontakt mit den literarischen Kreisen im Berlin der zwanziger Jahre kam sie durch die Heirat mit dem Soziologen, Schriftsteller und Übersetzer Leo Matthias, der auch regelmäßig für die politische Wochenschrift Die Weltbühne schrieb. Am 25. Januar 1927 lernte sie den damaligen Weltbühne-Herausgeber Kurt Tucholsky auf einem Künstlerball kennen, zu dem unter anderem Rudolf Schlichter und Bertolt Brecht eingeladen hatten. Ihre Autobiographie beginnt daher mit den Worten:
Ich bin mit Kurt Tucholsky vom 27. Januar 1927 bis Herbst 1931 so intim befreundet gewesen, wie man das als Frau mit einem Mann sein kann. Ich war ihm – seinen eigenen Worten nach – Mutter, Wiege, Kamerad.
Während dieser Jahre sind viele seiner besten Arbeiten entstanden. Seine Sammelbände, die „Sommergeschichte“ Schloß Gripsholm, die mir gewidmet ist. Auf der ersten Vorsatzseite steht: „Für IA 47407“ – das war meine Autonummer.
Zu diesen Zeilen und zu den gesamten Erinnerungen bemerkte Tucholsky-Biograph Gerhard Zwerenz:
Etwas weniger Penetranz, etwas mehr Zurückhaltung – was heißt hier mehr – überhaupt ein wenig Zurückhaltung, und Lisa Matthias stünde besser da. (...)
Hier handelt es sich um den seltenen Fall, daß eine Autobiographie notwendig ist, weil sie Informationen bringt, die sich nirgendwoanders finden. Zugleich sind sie aber unter solch einem Gestrüpp von Verdrehungen verborgen, daß es zur Sichtung eines hyperkritischen Verstandes bedarf.
Wenig Zurückhaltung zeigt Matthias beispielsweise darin, sich als aufgeklärte, fortschrittliche und emanzipierte Frau darzustellen, die Ende der 1920er Jahre bereits ein eigenes Auto besessen und zielstrebig ihre berufliche Karriere geplant habe. Bei letzterem kam ihr zweifellos die Liaison mit Tucholsky zugute. Im Juni 1927 erschien ein erster Text von ihr in der Weltbühne („Verwendet Din-Formate“), und nachdem im September 1928 der erste „Lottchen“-Monolog von Tucholsky erschienen war, „öffneten sich mir die Türen der Ullsteinblätter leichter als bisher“, wie sie schrieb.
Da sich Tucholsky zwischen 1927 und 1933 fast ständig auf Reisen befand, sah sich das Paar immer nur für kurze Zeit an verschiedenen Orten in Deutschland, der Schweiz und Frankreich. Im April 1929 reisten beide gemeinsam nach Schweden, wo sie in der Nähe von Schloss Gripsholm ein Haus mieteten. Aus diesem Sommeraufenthalt entstand im Herbst 1930 schließlich die bekannte „Sommergeschichte“ Schloß Gripsholm. Die ominöse Widmung für das Autokennzeichen „IA 47407“ sei ihr Vorschlag gewesen, schreibt Matthias (S. 249):
Wenn mein voller Name in der Widmung vorkam, würde unser Verhältnis – dieses nun schon halb verkümmerte Verhältnis – aller Welt offenbar. Ich hatte daran kein Interesse. Um Tucholsky aber nicht direkt vor den Kopf zu stoßen, schlug ich ihm vor, meine Autonummer zu erwähnen.
Die „halb verkümmerte“ Beziehung zwischen Matthias und Tucholsky sollte 1931 endgültig zerbrechen. Als wichtigen Grund gab Matthias eine obskure Episode an, wonach Tucholsky die lesbische Tochter des berühmten Filmschauspielers Emil Jannings (in Matthias’ Buch als „Orje Pachulke“ camoufliert) heiraten wollte – gegen eine hohe monatliche „Apanage“, die Jannings ihm zahlen sollte. Derartige Pläne sind aber bislang von keinem Tucholsky-Biographen belegt worden.
Nach der Machtübernahme der Nationalsozialisten sah sich Matthias als Jüdin, frühere Weltbühne-Mitarbeiterin und ehemalige Geliebte Tucholskys gezwungen, Deutschland so schnell wie möglich zu verlassen. Im April 1933 emigrierte sie nach Schweden.
Dort baute sie in den Folgejahren den Bibliophilen Verlag auf, der sich auf die Übersetzung französischer und deutscher Klassiker spezialisierte. Besonderen Erfolg hatte der Verlag mit der Übersetzung von Georg Büchners Drama Woyzeck. Mit ihrer Autobiographie, die 1962 in Hamburg erschien, zog Matthias den Zorn des deutschen Feuilletons auf sich. Der frühere Weltbühne-Mitarbeiter und damalige Herausgeber des Berliner Tagesspiegels, Walther Karsch, echauffierte sich darüber, dass Tucholsky in „weniger als Unterhosen“ geschildert werde. Ebenfalls wurde moniert, dass Matthias über ihren früheren Geliebten zum Teil völlig falsche und unqualifizierte Urteile abgegeben habe. So behauptete sie unter anderem, dass Tucholsky nie an der politischen Situation in Deutschland gelitten und Briefe stets „unpersönlich, unverbindlich, heiter“ beantwortet habe.
Lisa Matthias starb 1982 im schwedischen Ängelholm und hinterließ ihre Tochter aus erster Ehe. Ihr Sohn war bereits 1938 bei einem Verkehrsunfall ums Leben gekommen.

## Werke, Übersetzungen, Herausgaben
- Ich war Tucholskys Lottchen. Text und Bilder aus dem Kintopp meines Lebens, von Schröder, Hamburg 1962
- Mario Prassinos, Drömmar; en antologi. För bokens typografi svarar Lisa Matthias. Stockholm, Tryckt för Bibliofila klubben av Skånska centraltryckeriet, 1950
- Heinrich von Kleist, Om marionetteatern och två andra essayer, (Über das Marionettentheater). Übersetzung ins Schwedische mit Egon Jonsson. Stockholm: Bibliofila klubben, 1949
- Achim von Arnim, Majoratsherrarna (Die Majoratsherren). Übersetzung ins Schwedische mit Egon Jonsson. Stockholm: Bibliofila klubben, 1948.
- Gérard de Nerval, Aurelia (Aurélia, ou le Rêve et la Vie).  Übersetzung ins Schwedische. Stockholm: Bibliofila klubben, 1947.
- mit Per Anders Fogelström, 13 ödesdigra år : klipp ur svenska och utländska tidningar  Malmö: Beyrond, 1946.